# Tali (sommet)
Pour les articles homonymes, voir Tali.
Le mont Tali, bien qu'il ne soit pas le point culminant des monts Morača dans les Alpes dinariques, est un des sommets les plus connus en raison de sa fameuse paroi calcaire de 1 660 mètres de haut. Il possède deux pics principaux, le Kule à 2 063 mètres et le Ruda Glavica à 2 020 mètres d'altitude. Il s'élève au Monténégro, entre la haute et la basse vallée de la Morača. Il est entouré du Kapa Moracka, plus haut sommet du massif (2 226 m), et du Veliki Zebalac (2 129 m).
Son nom proviendrait soit du mot illyrien Bad Toli dont le sens est « haute colline », soit du turc Talik qui signifie « chance ».